# Alberto Suárez Inda
Alberto Suárez Inda (Celaya, 30 januari 1939) is een Mexicaans geestelijke en een kardinaal van de Rooms-Katholieke Kerk.
Suárez Inda werd op 8 augustus 1964 tot priester gewijd. Op 5 november 1985 werd hij benoemd tot bisschop van Tacámbaro; zijn bisschopswijding vond plaats op 20 december 1985. Op 20 januari 1995 volgde zijn benoeming tot aartsbisschop van Morelia.
Suárez Inda werd tijdens het consistorie van 14 februari 2015 kardinaal gecreëerd. Hij kreeg de rang van kardinaal-priester. Zijn titelkerk werd de San Policarpo.
Suárez Inda ging op 5 november 2016 met emeritaat.
Op 30 januari 2019 verloor Suárez Inda - in verband met het bereiken van de 80-jarige leeftijd - het recht om deel te nemen aan een toekomstig conclaaf.
- International Standard Name Identifier: 0000 0003 9929 4979
- Library of Congress Control Number: no2012159647
- Virtual International Authority File: 292926845
- WorldCat: E39PBJh4vTBXrbb3dTDdTcFqcP